# Jean-Pierre Garnier (sociologue)
Pour les articles homonymes, voir Jean-Pierre Garnier et Garnier.
Jean-Pierre Garnier, né le 30 août 1940 au Mans dans la Sarthe, est un sociologue et un urbaniste libertaire français,.

## Biographie
Diplômé en 1963 de l’Institut d'études politiques de Paris, Jean-Pierre Garnier soutient une thèse de doctorat en sociologie urbaine à l'université de Toulouse-Le Mirail et une thèse de doctorat en urbanisme et aménagement du territoire à l'université Paris-Est Créteil Val-de-Marne.
- 1963 à 1966, il est chargé de recherches à l’Institut d'aménagement et d'urbanisme de la région d'Île-de-France (IAURP).
- 1966 à 1971, il travaille sur le plan directeur de La Havane pour l'Institut de Planificación Física de Cuba.
- 1971 à 1975, il est assistant au département de géographie urbaine de l’université de Toulouse-Le Mirail.
- 1975 à 1983, il est chargé de cours à l’unité de formation et de recherche en urbanisme à l’université Paris-VIII-Vincennes et à l’Unité enseignement recherche en esthétique et sciences de l’art à l’Université Paris-1 Panthéon-Sorbonne.
- 1977 à 2005, il est professeur de sociologie urbaine à l’École spéciale d'architecture de Paris.
- 1983 à 2007, ingénieur de recherche au CNRS, il travaille successivement à la Maison de la géographie de Montpellier, puis à l'Unité de recherche associée de philosophie politique, économique et sociale de l’université de Paris X-Nanterre.

Jean-Pierre Garnier est membre des comités de rédaction des revues Espaces et Sociétés, Réfractions et contribue régulièrement au Monde libertaire et à la revue libertaire internationale en ligne Divergences. Il tient une chronique « Le capital dans tous ses espaces » dans le journal mensuel Article 11.

## Œuvres
- Une ville, une révolution : La Havane De l’urbain au politique, Paris , Anthropos, 1973
- La comédie urbaine ou La Cité sans classes, Paris , Maspero, 1977
- Le "Socialisme" à visage urbain, Éditions Rupture, 1978, coécrit avec Denis Goldschmidt
- coécrit avec Louis Janover, La Deuxième Droite, Éditions Agone, 1986, 2013 (ISBN 978-2-7489-0185-6)[6]
- La Pensée aveugle. Quand les intellectuels ont des visions, Spengler, 1994, coécrit avec Louis Janover
- La Bourse ou la Ville, Paris-Méditerranée, « Les pieds dans le plat », 1997
- Des barbares dans la cité, Flammarion, 1997 (ISBN 2080673319)
- Le nouvel ordre local. Gouverner la violence, Éditions L'Harmattan, 2000 (ISBN 2738478387)
- « Du spatial au social, du local au global » dans La ville et les pouvoirs (dir. Raymond Sala, Louis Assier-Andrieu), Colloque de l'I.C.R.E.S.S. de novembre 1997, Presses universitaires de Perpignan, collection Artémis republié dans Mireille Delbraccio, Bernard Peloille, Du Cosmopolitisme, Éditions L'Harmattan, 2000
- « Manhattan transfer » dans L’empire en guerre. Le monde après le 11 septembre, Le Temps des cerises, 2001 (ISBN 9782841093311)
- Jean-Pierre Garnier, Architecture et anarchie : Un couple mal assorti (brochure), Ravages Éditions, 2004 (lire en ligne)
- (es) Contra los territorios del poder. Por un espacio publico de debates… y de combates., La Llevir, S. L. Virus Editorial, 2006 (ISBN 8496044785)
- Une violence éminemment contemporaine. Essais sur la ville, la petite bourgeoisie intellectuelle et l’effacement des classes populaires., Éditions Agone, 2010 (ISBN 2748901045)[réf. nécessaire]
- (es) « Renovar la vivienda social para renovar la población. La política de renovación urbana en Lille. » In Alain Musset, A. Ciudad, Sociedad, Justicia: un enfoque espacial y cultural, EUDEM, Mar del Plata, 2010 (ISBN 978-987-1371-54-9)[7]
- (es) « Del espacio público al espacio publicitario: Odysseum en Montpellier. » In Mireia Viladevall (dir.), El espacio público en la ciudad contemporánea, Université de Valladolid-Université nationale autonome du Mexique, 2010
- Un espace indéfendable - L'aménagement urbain à l'heure sécuritaire, éditions Le monde à l'envers, 2012 (ISBN 978-2-9536877-5-0)
- Aléas de la patrimonialisation de la vie urbaine, avec Maria Castrillo Romón, Toulouse : Erès, 2013  (ISBN 9782749237275)
- Anne Clerval (dir.) et Jean-Pierre Garnier (dir.), Où est passé le peuple?, Toulouse, Erès, 2014 (ISBN 978-2-749-24125-8, OCLC 876700059)
- Le Grand-Guignol de la gauche radicale. Chroniques marxistes-burlonistes, Éditions Critiques, 2017.
- Émanciper l'émancipation, Éditions Critiques, 2018.

### Préfaces et postfaces
- Lewis Mumford, La cité à travers l’histoire, Éditions Agone, 2011 (ISBN 978-2-7489-0135-1, lire en ligne)
- « Le "dépressionnisme urbain" : une maladie contagieuse? », dans Québec, ville dépressionniste, Montréal, Moult éditions, 2018, 215 p. (ISBN 978-2-9240392-4-3), p. 195-201

### Articles
- Avec Louis Janover, « Je réécris ton nom, libertaire »[8], Le Monde libertaire, hebdomadaire de la Fédération anarchiste, 28 janvier 2004
- « Les anarchistes. Appellations peu contrôlées »[9], Le Monde diplomatique, janvier 2009
- « Le libertaire du Président »[10], Agone, 28 janvier 2010
- « Un “président normal” pour une France normalisée »[11] et « La “gentrification” comme objet d’une recherche-action qui ne dit pas son nom »[12], Divergences, revue libertaire internationale en ligne, no 35, juin 2013

## Source
- « notice biographique », Dictionnaire des anarchistes, « Le Maitron ».